# Diocèse d'Érié
Le diocèse d'Érié (Dioecesis Eriensis) est une circonscription ecclésiastique de l'Église catholique aux États-Unis située en Pennsylvanie occidentale. Ce diocèse a été érigé le 29 juillet 1853. C'est l'un des sept suffragants de l'archidiocèse de Philadelphie.
Il s'agit du diocèse le plus étendu de Pennsylvanie, couvrant 26,332.41 km2 avec treize comtés du nord-ouest de l'État. Environ 220 000 catholiques (74 000 familles) y résident. Ils élèvent 14 000 enfants et jeunes dans différents établissements catholiques. Son siège est à la cathédrale Saint-Pierre d'Érié.

## Vicariats
Le diocèse est divisé en trois vicariats :
Le vicariat de l'Est avec les paroisses  des comtés de Cameron, Clearfield, Elk, Jefferson,  McKean et Potter. Il a des doyennés à Bradford, Clearfield, Dubois et à Saint Marys.
Le vicariat du Nord avec les paroisses des comtés d'Érié, de Forest (en partie) et de Warren. Il y a aussi les doyennés d'Érié Est et Érié Ouest et un autre à Warren.
Le vicariat de l'Ouest avec les paroisses des comtés de Clarion, Crawford, de Forest (en partie), de Mercer et Venango. Il a des doyennés à Meadville, Oil City, et Sharon.
Il y avait en 2010 un nombre de 120 paroisses avec 151 églises.

## Administration
Les bureaux diocésains se trouvent au St. Mark Catholic Center d'Érié.

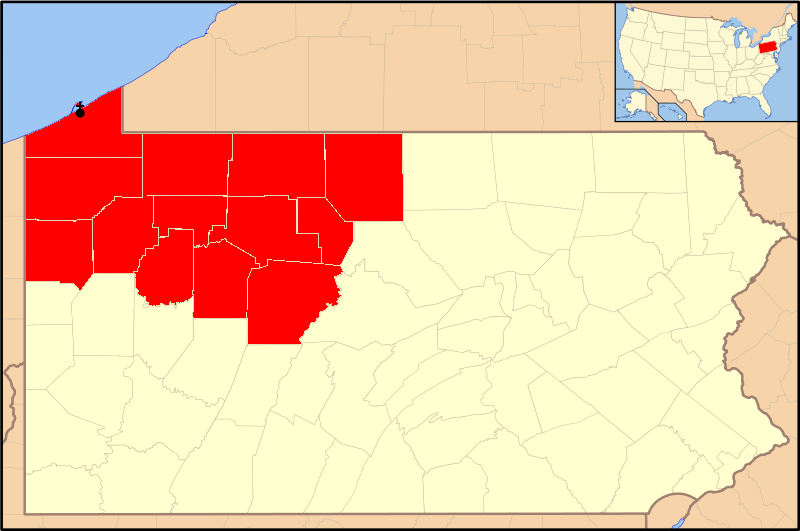
Emplacement du diocèse.
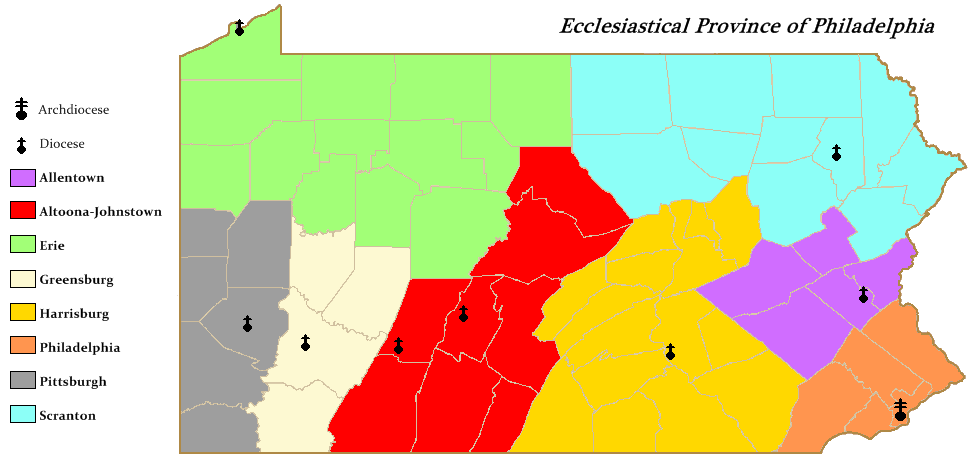
Province ecclésiastique de Philadelphie.

## Éducation
Le diocèse administre 33 écoles élémentaires et 2 écoles moyennes.
Les écoles secondaires gérées par le diocèse sont les suivantes :
- Cathedral Preparatory School, Érié
- Central Catholic High School, DuBois
- Elk County Catholic High School, St. Marys
- Kennedy Catholic High School, Hermitage
- Mercyhurst Preparatory School, Érié
- Venango Catholic High School, Oil City
- Villa Maria Academy, Érié

Le diocèse a fondé la Gannon University à Érié.

## Statistiques
- En 1966, le diocèse comptait 220.285 baptisés pour 853.167 habitants (25,8%), servis par 313 prêtres (294 diocésains et 19 réguliers),	99 religieux et	1.242 religieuses dans 127 paroisses
- En 1990, le diocèse comptait 213.749 baptisés pour 875.000 habitants (24,4%), servis par 265 prêtres (241 diocésains et 24 réguliers),	1 diacre, 24 religieux et 662 religieuses dans 155 paroisses
- En 2003, le diocèse comptait 225.197 baptisés pour 874.057 habitants (25,8%), servis par 230 prêtres (221 diocésains et 9 réguliers), 25 diacres, 9 religieux et 438 religieuses dans 126 paroisses
- En 2016, le diocèse comptait 202.239 baptisés pour 842.661 habitants (24%), servis par	167 prêtres (161 diocésains et 6 réguliers), 73 diacres, 6 religieux et	274 religieuses dans 116 paroisses[5]

### Articles liés
- Liste des juridictions catholiques aux États-Unis
- Église catholique aux États-Unis